# Лахтела, Янне
Янне Лахтела (англ. Janne Lahtela, род. 28 февраля 1974 года в Кемиярви, Финляндия) — финский фристайлист, олимпийский чемпион 2002 года в могуле, серебряный призёр Олимпийских игр 1998 года, победитель и серебряный призёр чемпионата мира по фристайлу 1999 года. 

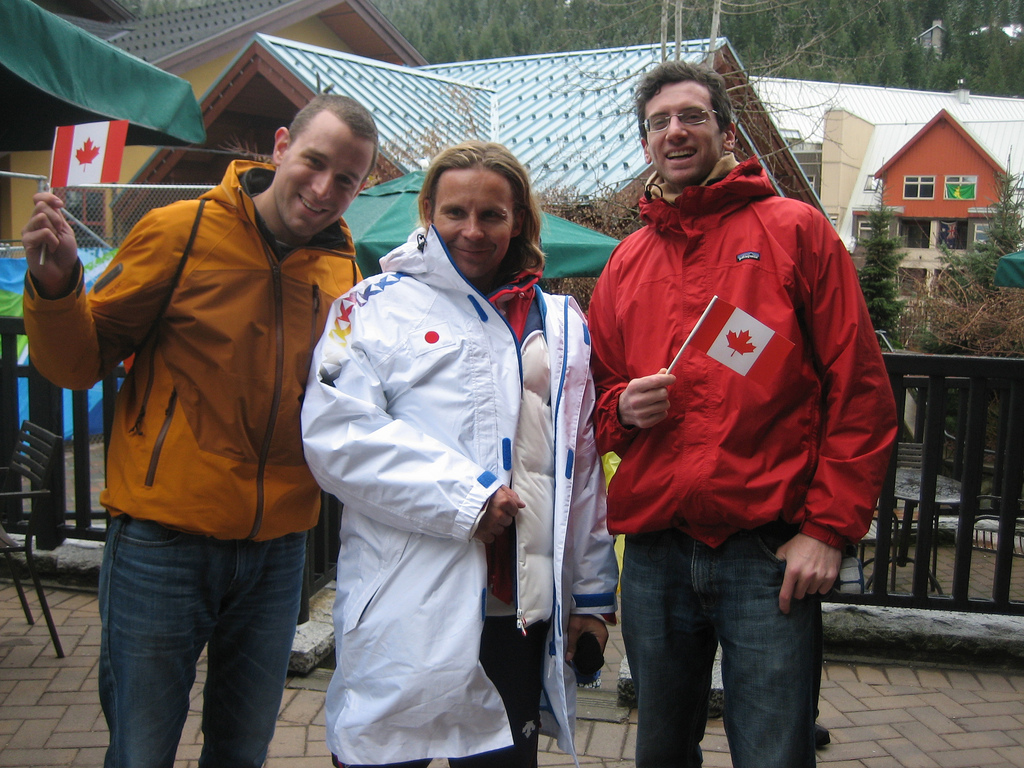
На Олимпиаде в Ванкувере

## Биография
Азы фристайла начинал постигать на склонах горнолыжного курорта Суому в Лапландии.
В качестве спортсмена - участник 5 Зимних Олимпиад (1992, 1994, 1998, 2002 и 2006). Завоевал золото Олимпиады в Солт-Лейк-Сити с суммой баллов 27,97; при этом многие эксперты высказывали мнение, что американец Джонни Мосли был несправедливо «отодвинут» судьями на 4 место.

Все-таки, как ни крути, фристайл очень сильно зависит от судей. И детально обсуждать выступления спортсменов и оценки судей можно очень долго. Может быть Джонни и проехал по каким-то критериям лучше, но выиграть больше достоин был Янне Лахтела. Лахтела должен победить ещё и потому что на прошлых Олимпийских играх в Нагано лучше всех проехал именно он, а победу отдали Мосли. Что тоже легко объясняется, Мосли стал первым, кто исполнил 360 Mute grab на официальных соревнованиях, да ещё на каких, хотя тогда и названия такого не было, и, естественно, в правилах такого прыжка тоже не было. Но судьи увидели в этом дальнейшее развитие вида спорта, так сказать новый уровень развития.
— Андрей Иванов
На Олимпиаду-2010 отправился  в качестве главного тренера японских фристайлистов. В итоге 3 из 4 его воспитанников прошли квалификацию, заняв в финале 7, 9 и 17 места соответственно.
Также Янне Лахтела — 5-кратный обладатель Кубка мира по фристайлу.
В настоящее время занимает должность главного тренера сборной команды Японии по фристайлу (могул). Также является основателем и главным спонсором лыжной компании IDOne ski, базируемой за пределами Японии.

## Интересные факты
- На одном из финских горнолыжных курортов есть кресла, названные в честь известных спортсменов. Например, в честь Калле Паландера названо красное кресло, имя Янне Лахтела носит желто-чёрное кресло, а целиком жёлтое отмечено именем Микко Ронкайнена[4].